# BoLs/sLoB
Matěj Dvořák, známý pod uměleckým jménem BoLs/sLoB, je český zpěvák, rapper, skladatel a producent elektronické hudby. Ve své tvorbě se inspiruje britskou post-clubovou scénou a moderní avantgadrní elektronikou. Mezi hlavní hudební vlivy patří PCmusic, Iglooghost, SOPHIE, Death grips, 100 gecs, Sega Bodega. Pro BoLs/sLoB je typické střídání žánrů, rytmů, hlasových efektů, rapu a zpěvu, čistá autentičnost a energické vystupování. V roce 2023 vydal svůj mezinárnodní debut pod progresivním německým labelem Soul Feeder.

## Diskografie
- Research EP (2021)
- Esoteric Garden (2023)

## Nominace
2020
- Startér Radio Wave (2020)
- Czeching (2020)

2023
- Hudební cena Vinyla (2023)